# Michael Zorc
Michael Zorc est un footballeur allemand né le 25 août 1962 à Dortmund (Allemagne de l'Ouest) qui évoluait au poste de milieu de terrain. Durant 24 ans, il a été directeur sportif du Borussia Dortmund, de 1998 à 2022.

## Biographie
Il est le joueur qui compte le plus d'apparitions sous le maillot du Borussia Dortmund.

## Palmarès

### En club
- Vainqueur de la Ligue des Champions en 1997
- Vainqueur de la Coupe intercontinentale en 1997
- Finaliste de la Coupe UEFA en 1993
- Champion d'Allemagne en 1995 et 1996
- Vice-champion d'Allemagne en 1992
- Vainqueur de la Coupe d'Allemagne en 1989
- Vainqueur de la Supercoupe d'Allemagne en 1989, 1995 et 1996
- Vainqueur de la Coupe hivernale d'Allemagne en 1990, 1991 et 1992

### En sélection
- 7 sélections en équipe d'Allemagne entre 1992 et 1993
- Vainqueur de la Coupe du monde des moins de 20 ans en 1981
- Vainqueur du Championnat d'Europe des moins de 19 ans en 1981